# Mizija
Mizija (Bulgaars: Мизия) is een klein stadje en een gemeente gelegen in het noordwesten van Bulgarije in de  oblast Vratsa. In het verleden heette deze plaats  Boekovtsi .

## Bevolking
Op 31 december 2018 telde de stad Mizija 2.638 inwoners, een daling vergeleken met een hoogtepunt van 8.882 inwoners in 1975.

## Economie
De belangrijkste economische sectoren zijn de industrie en de landbouw. Ongeveer 60% van de landbouwgronden is in handen van landbouwcoöperaties die voornamelijk tarwe, maïs en zonnebloem verbouwen. Verder is de pulp- en papierenindustrie ook goed ontwikkeld. In de stad vindt men bovendien bedrijven die zich hebben gespecialiseerd in de melkverwerking, frisdranken en zoetwaren. Er is ook een slachthuis, een naaiatelier en een workshops voor beeldhouden.

## Transport
De gemeente heeft goed georganiseerd stads- en langeafstandsvervoer. De verbinding van de stad Vratsa via de veerboot Bechet - Orjachovo loopt door de gemeente Mizija heen.